# Balaraja
Balaraja est une ville d’Indonésie situé dans la province de Banten.

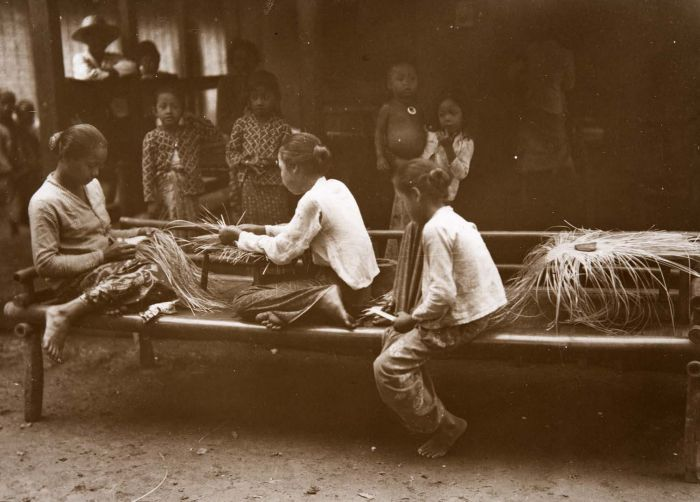
Femmes fabriquant des chapeaux à Balaraja (entre 1920 et 1935)

Sa population était de 111 475 habitants en 2010.